# San Isidro (Davao del Norte)
San Isidro is een gemeente in de Filipijnse provincie Davao del Norte op het eiland Mindanao. Bij de laatste census in 2007 had de gemeente bijna 25 duizend inwoners.

## Geschiedenis
De gemeente is ontstaan door de wet die werd aangenomen door het Filipijns Congres in 2003.

## Geografie

### Bestuurlijke indeling
San Isidro is onderverdeeld in de volgende 13 barangays:
| - Dacudao - Datu Balong - Igangon - Kipalili - Libuton - Linao - Mamangan | - Monte Dujali - Pinamuno - Sabangan - San Miguel - Santo Niño - Sawata |

## Demografie
San Isidro had bij de census van 2007 een inwoneraantal van 24.696 mensen. Dit zijn 596 mensen (2,5%) meer dan bij de vorige census van 2000. De gemiddelde jaarlijkse groei komt daarmee uit op 0,34%, hetgeen lager is dan het landelijk jaarlijks gemiddelde over deze periode (2,04%). Vergeleken met de census van 1995 is het aantal mensen met 1.059 (4,5%) toegenomen.

De bevolkingsdichtheid van San Isidro was ten tijde van de laatste census, met 24.696 inwoners op 152,49 km², 162 mensen per km².